# Pardosa cincta
Pardosa cincta är en spindelart som först beskrevs av Kulczynski 1887.  Pardosa cincta ingår i släktet Pardosa och familjen vargspindlar. Inga underarter finns listade i Catalogue of Life.